# Victor Démé
Victor Démé (* 1962 in Bobo-Dioulasso; † 21. September 2015 in Bobo-Dioulasso) war ein burkinischer Gitarrist und Sänger. Er starb an den Folgen einer Malariaerkrankung.

## Biographie
Démé kam durch seine Mutter, die Griot war, zur Musik. Er wuchs bei seinem Vater in Abidjan, der damaligen Hauptstadt der Elfenbeinküste, auf. Er lernte dort den Beruf des Schneiders und arbeitete in der Schneiderei seines Vaters. Gegen dessen Willen trat er als Sänger mit verschiedenen Bands auf, unter anderem mit Abdoulaye Diabatés Band Super Mandé. 1988 kehrte er nach Ouagadougou zurück, wo er mehrere Talentwettbewerbe gewann und ein bekannter Sänger wurde. Meist sang er in dieser Zeit jedoch nicht seine eigenen Kompositionen, sondern Klassiker bekannter Künstler wie Salif Keïta.
2007 gründete Démé sein eigenes Label Chapa Blues Records und begann in einem improvisierten Studio, sein erstes Album aufzunehmen. Dieses erschien 2008 und fand international Beachtung. Die britische Zeitschrift Songlines wählte es zum besten Album des Jahres 2008. In Frankreich erreichte es Platz 76 in den Charts.
Démés Musik ist eine Mischung aus traditioneller Mandinka-Musik, Pop, Blues und lateinamerikanischen Rhythmen.

## Veröffentlichungen
- 2008: Victor Démé, Chapa Blues Records
- 2010: Deli, Chapa Blues Records
- 2015: Yafaké, Chapa Blues Records